# Tomichia natalensis
Tomichia natalensis е вид коремоного от семейство Pomatiopsidae. Видът е критично застрашен от изчезване.

## Разпространение
Разпространен е в Южна Африка (Квазулу-Натал).